# Рідкосольовий акумулятор

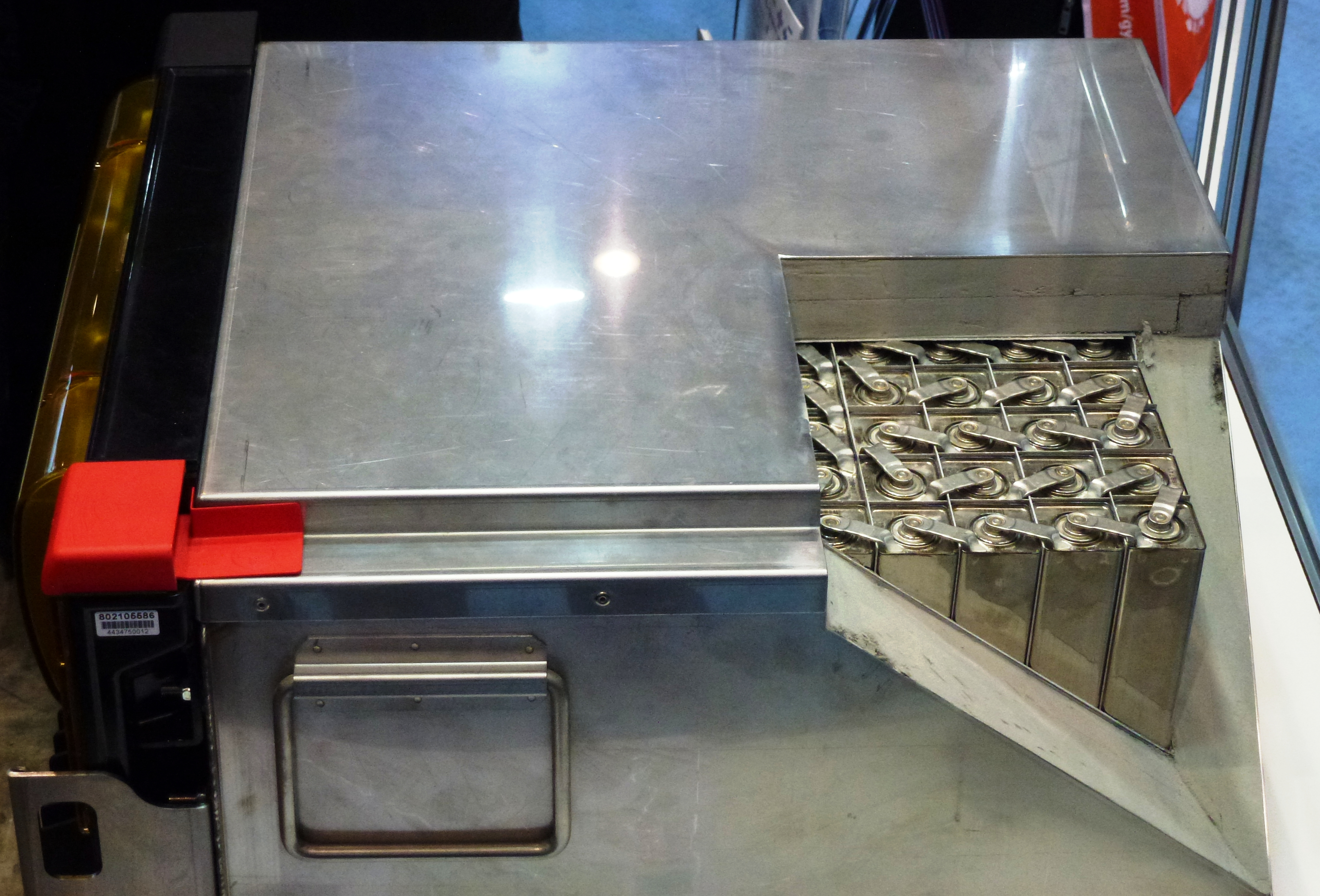
FZSoNick 48TL200: натрієво-нікелева батарея зі зварювальними елементами та теплоізоляцією

Акумулятори з розплавленою сіллю — це клас акумуляторів, які використовують розплавлені солі як електроліт і забезпечують як високу щільність енергії, так і високу щільність потужності. Традиційні термобатареї, які не перезаряджаються, можна зберігати в твердому стані при кімнатній температурі протягом тривалого періоду часу, перш ніж активувати їх нагріванням. Акумуляторні рідкометалічні батареї використовуються для промислового резервного живлення, спеціальних електромобілів і для зберігання енергії в мережі, щоб збалансувати переривчасті відновлювані джерела енергії, такі як сонячні батареї та вітрові турбіни.
З середини 1960-х років було проведено багато розробок акумуляторних батарей з використанням натрію (Na) для негативних електродів. Натрій привабливий через його високий потенціал відновлення -2,71 В, малу вагу, відносну поширеність і низьку вартість. Щоб побудувати практичні батареї, натрій повинен бути в рідкому вигляді. Температура плавлення натрію становить 98 °C (208 °F). Це означає, що натрієві батареї працюють при температурах від 245 до 350 °C (470 і 660 °F). Дослідження досліджували комбінації металів з робочими температурами 200 °C (390 °F) і кімнатною температурою.

## Інтернет-ресурси
- Sadoway Group — Liquid Metal Batteries